# Лельчицкий сельсовет
Лельчицкий сельсовет (бел. Ле́льчыцкі сельсавет) — административная единица на территории Лельчицкого района Гомельской области Белоруссии. Административный центр — городской посёлок Лельчицы (не входит в состав сельсовета).

## История
В 2009 году на территории сельсовета образован хутор Жерелец.

## Состав
Лельчицкий сельсовет включает 6 населённых пунктов:
- Буда-Лельчицкая — деревня.
- Жерелец — хутор[1].
- Липляны — агрогородок.
- Победное — деревня.
- Чемерное — деревня.
- Чияне — деревня.